# Baby Boomer
Baby Boomer är ett shoot 'em up-spel utgivet av Color Dreams 1989 till diverse hemdatorer.

## Handling
Baby Boomer beslutar sig för att lämna sin vagga, och ger sig ut mot den farliga vildmarken utanför familjens hus.
Då Baby Boomer kryper omkring bland faror som rovfåglar och avgrunder, skall spelaren använda sin NES Zapper för att beskjuta fåglarna innan de skadar Baby Boomer. Att avlossa skott mot fåglarna dödar dem, medan skott som avfyras mot molnen kan skapa isbroar över avgrunderna.

### Fotnoter
1. 1 2 3 4  ”Release information”. Gamefaqs. Arkiverad från originalet den 4 mars 2010. https://web.archive.org/web/20100304202033/http://www.gamefaqs.com/console/nes/data/587100.html. Läst 12 juni 2014.
2. 1 2 3  ”Game overview”. Gamefaqs. http://www.mobygames.com/game/baby-boomer. Läst 12 juni 2014.